# Tourch
Tourch is een gemeente in het Franse departement Finistère, in de regio Bretagne. De plaats maakt deel uit van het arrondissement Quimper. Tourch telde op 1 januari 2022 1.004 inwoners.

## Geografie
De oppervlakte van Tourch bedroeg op 1 januari 2022 19,7 vierkante kilometer; de bevolkingsdichtheid was toen 51 inwoners per km².

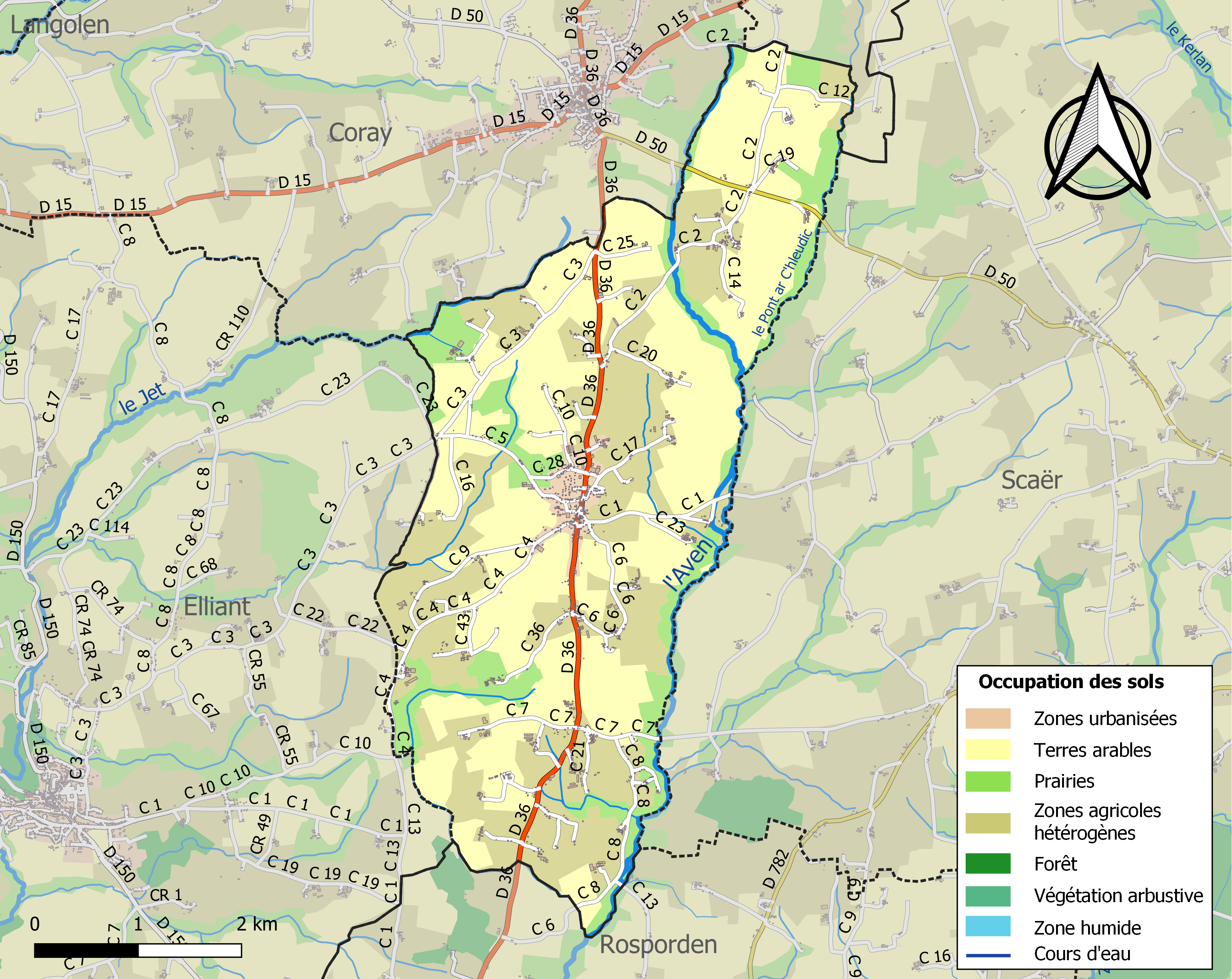
Kaart van de gemeente met belangrijkste infrastructuur, bodemgebruik en omliggende gemeenten

## Demografie
Onderstaande figuur toont het verloop van het inwonertal (bron: INSEE-tellingen).